# Lingue anglo-frisoni
Le lingue anglo-frisoni sono un ramo delle lingue germaniche occidentali, sottogruppo delle lingue germaniche. Ne fanno parte le lingue angliche (inglese, scots e yola) e frisoni (frisone settentrionale, orientale e occidentale) Le lingue anglo-frisoni si distinguono dalle altre lingue germaniche occidentali per via di numerosi mutamenti fonetici.
Sebbene sia dibattuta l'esistenza di un distinto gruppo anglo-frisone, gli stretti legami e le somiglianze tra il gruppo anglico e quello frisone sono accettate dal consenso scientifico, ragion per cui il concetto di un raggruppamento linguistico del genere è giudicato utile.
La geografia isolò gli abitanti della Gran Bretagna dalle popolazioni dell'Europa continentale, eccezion fatta per i popoli navigatori: questo portò a una maggior influenza delle lingue di origine scandinava, come il norreno e il normanno durante lo sviluppo dell'inglese moderno, mentre le lingue frisoni moderne si svilupparono con il contatto delle popolazioni germaniche meridionali.

## Classificazione

### Lingue angliche
Le lingue angliche, germaniche insulari o inglesi comprendono l'antico inglese e tutte le varietà linguistiche che discendono da esso.